# Tracheotomie

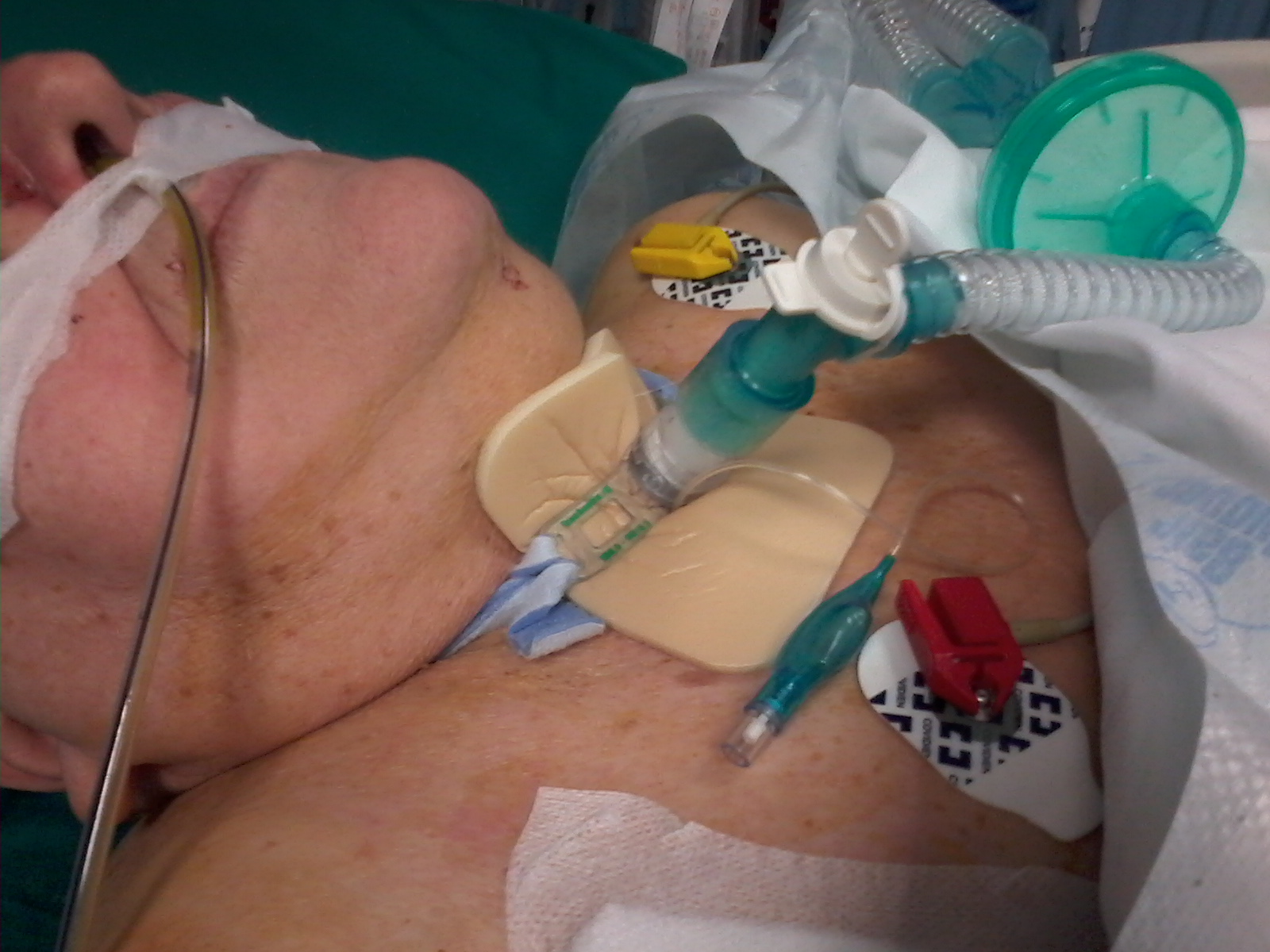
Tracheotomie

Tracheotomie je chirurgický zákrok, který slouží k otevření přístupu (vytvoření otvoru) do průdušnice a k zajištění dýchání. Tracheotomie pochází z řeckého slovního základu tom-, které znamená řezat, vztahuje se k akutnímu proříznutí průdušnice (trachea).

## Popis
Tento zákrok je prováděn záchranáři, lékaři a chirurgy, kdy se do otvoru v průdušnici zasune tracheostomická kanyla. V případě první pomoci lze tracheotomii nahradit vbodnutím jedné či více širokých jehel, a to buď v místě koniotomie, a nebo horní tracheotomie.

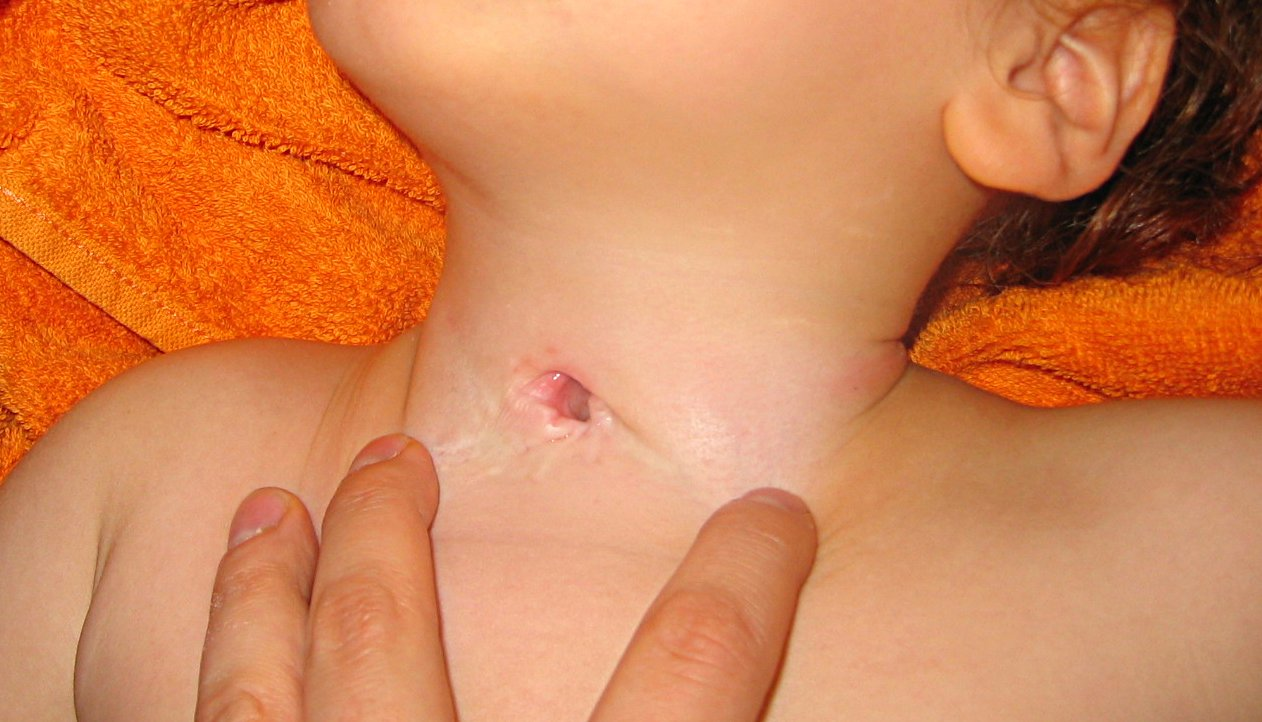
Tracheotomie u malého dítěte

Tracheotomie se zpravidla provádí na dvou základních místech:
- Horní tracheotomie – průnik těsně pod prstencovou chrupavkou hrtanu (v cestě řezu je pouze vazivo)
- Dolní tracheotomie – průnik řezem ve střední čáře těsně nad horním okrajem hrudníku (nad incisura jugularis sterni) – v tomto místě už je trachea hlouběji a v cestě zákroku leží žilní spojky a pleteně

### Tracheotomie a tracheostomie
Někdo by mohl zaměnit pojem tracheotomie s tracheostomií, avšak tracheotomie je chirurgický zákrok, kdežto tracheostomie je stav, kdy je průdušnice uměle vyústěna na povrch těla po vykonání tracheotomie, tedy po vytvoření otvoru v průdušnici a zasunutí tracheostomické kanyly. Cílem tracheostomie je tedy zajištění průchodnosti dýchacích cest pro umožnění ventilace (spontánní nebo s pomocí přístroje). Může být trvalá nebo dočasná.
Tracheostomii mohou mít pacienti dočasně nebo dlouhodobě, v dlouhodobém případě se pacient musí potýkat s překážkami v komunikaci, které jde však řešit mluvicí kanylou bez balónku v kombinaci se speciálním ventilem, toto řešení umožní proudění vzduchu kolem hlasivek a následnou komunikaci. Pro pacienty, kterým to činí potíže a je jim to velmi nepříjemné, je tu další řešení: elektrolarynx. Elektrolarynx je elektrický generátor zvuku o velikosti ruční svítilny, který po zapnutí a přiložení na měkké části krku vydává slyšitelné vibrace, pohybem úst a jazyka uživatelé vytváří jednotlivá slova a jsou schopni verbální komunikace. Přístroj těmto pacientům nahrazuje hlasivky a umožňuje jim mluvit, dalo by se říci, že funguje na stejném principu jako hlasivky až na to, že k tomu nepotřebuje proudění vzduchu.